# دایره کامل (آلبوم دورز)
«دایره کامل» (به انگلیسی: Full Circle) آلبومی از دورز است که در سال ۱۹۷۲ میلادی منتشر شد.